# Ladoix-Serrigny
Die Gemeinde Ladoix-Serrigny mit 1783 Einwohnern (Stand 1. Januar 2022) in der Region Bourgogne-Franche-Comté (Bourgogne), Département Côte-d’Or in Frankreich, mit ihrer Kapelle Notre-Dame-du-Chemin aus dem 12. Jahrhundert war viele Jahrhunderte das Ziel von Wallfahrern. Gelegen auf einer Höhe von 217 Metern an der Nationalstraße 74 zwischen Beaune und Nuits-Saint-Georges ist Ladoix-Serrigny heute ein bekannter Weinbauort.

## Bevölkerungsentwicklung
| Jahr                       | 1962 | 1968 | 1975 | 1982 | 1990 | 1999 | 2006 | 2016 |
| Einwohner                  | 1012 | 1106 | 1139 | 1311 | 1549 | 1618 | 1710 | 1835 |
| Quellen: Cassini und INSEE |      |      |      |      |      |      |      |      |

## Weinbau in Ladoix-Serrigny

Weinbau an der Côte d’Or

Ladoix-Serrigny ist der nördlichste Teil des Bereichs Côte de Beaune und verfügt seit dem 11. März 1938 über den Status einer Appellation d’Origine Contrôlée (kurz AOC). Die Gemeinde hat unter anderem einen Anteil am Berg Corton.
Erzeugt werden in kleinen Mengen Corton Grands Crus und Corton-Charlemagne Grand Crus. Sogar die Bezeichnung Aloxe-Corton Premier Cru darf von einigen Lagen geführt werden (Premiers-Crus-Lagen: La Maréchaudes, la Topeau-Vert, la Courière, Les Grandes-Lollières, Les Petites-Lollières, Les Lollières, Les Basses-Mourottes, Les Hautes Mourottes, le Rognet-et-Corton, Les Vergennes, La Micaude, La Corvée, Le Clou d’Orge, Les Joyeuses, Bois Roussot). Eine Appellation Ladoix besteht ebenfalls für weiße und rote Weine. Diese haben eine gute Qualität und sind verhältnismäßig preiswert. Sie können auch unter dem Namen Côte de Beaune-Village vertrieben werden.
Die 160 Hektar Rebfläche bestehen zu ca. 95 % aus Pinot Noir. Eine kleine Menge Weißwein aus der Rebsorte Chardonnay wird ebenfalls angeboten.

## Sehenswürdigkeiten
- Kirche St-Marcel

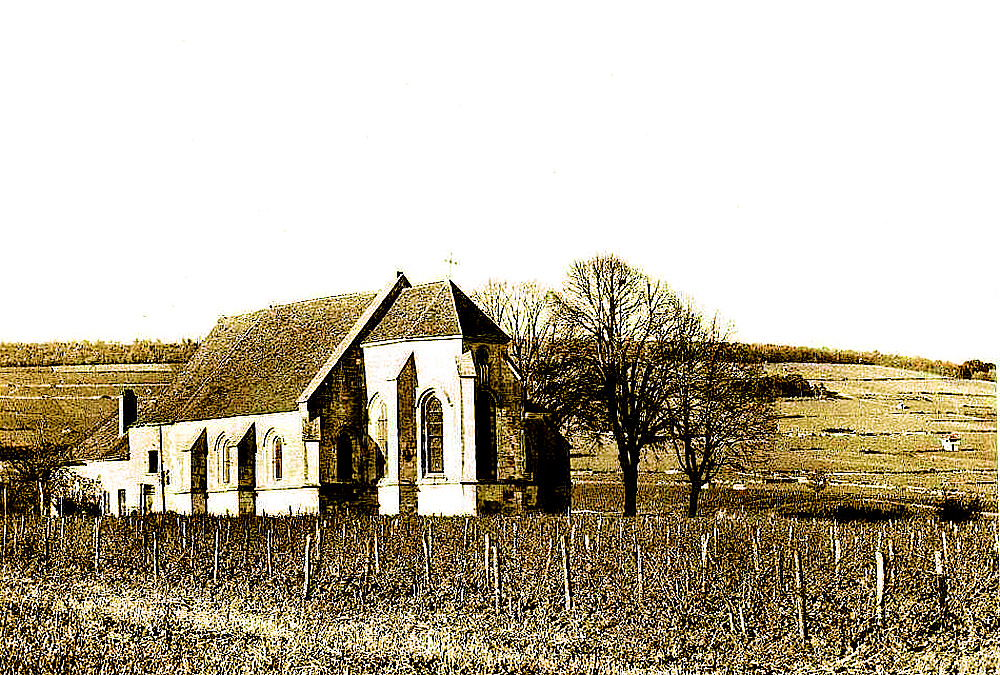
Kapelle Notre-Dame du Chemin

- Schloss Serrigny aus dem 18. Jahrhundert
- Kapelle Notre-Dame du Chemin